# N'Golo Kanté
N'Golo Kanté (Parigi, 29 marzo 1991) è un calciatore francese di origini maliane, centrocampista dell'Al-Ittihad e della nazionale francese, con la quale è diventato campione del mondo nel 2018 e vicecampione d'Europa nel 2016.
Considerato uno dei migliori centrocampisti della sua generazione, ha esordito in Francia con il Boulogne, giocando due stagioni tra Ligue 2 e Championnat National, per poi passare al Caen in Ligue 2, con cui ottiene una promozione in Ligue 1. Nel 2015 si trasferisce al Leicester City, in cui contribuisce in maniera significativa all'inattesa vittoria della Premier League. L'anno successivo viene ceduto al Chelsea, con cui bissa la vittoria del titolo nel campionato seguente, vincendo inoltre la FA Cup 2017-2018, l'Europa League 2018-2019, la Champions League 2020-2021 (venendo in quest'ultima occasione nominato migliore in campo della finale) e la Supercoppa UEFA 2021. Insieme al connazionale Éric Cantona, è l'unico calciatore ad aver vinto la Premier League per due stagioni consecutive con due squadre diverse.
Ha esordito con la nazionale francese nel 2016, prendendo parte all'Europeo 2016, perso dai transalpini in finale, e al vittorioso Mondiale 2018, in cui si è confermato uno dei perni della squadra.

## Biografia
Gli ho sempre detto di riposarsi, di non sprecare troppe energie ma lui mi rispondeva: 'Mister, io a Boulogne, venivo sempre denigrato da tutti. Mi hanno sempre detto che non ero fatto per giocare a calcio. Oggi mi alleno praticamente sempre per dimostrare a tutti loro, che non ci vuole solo talento, ma anche tanta forza di volontà e passione»
(Claudio Ranieri)
Kanté è nato a Parigi da genitori originari del Mali, emigrati in Francia nel 1980, e cresce a Rueil-Malmaison, sobborgo periferico della capitale. Viene chiamato N'Golo in onore di N'Golo Diarra, sovrano dell'Impero Bamana tra il 1766 e il 1795. È il primogenito della sua famiglia e ha sette fratelli. Suo padre è deceduto nel 2002, quando Kantè aveva 11 anni, mentre sua sorella Niama è morta per arresto cardiaco poco prima del vittorioso Mondiale 2018.
Kanté possiede un diploma in ragioneria, ottenuto mentre giocava al Boulogne.

## Caratteristiche tecniche
(Ranieri sulle caratteristiche aerobiche di Kanté)
È un mediano dotato di eccellente resistenza fisica. Incontrista, possiede una grande visione di gioco e una grande intelligenza tattica. Molto abile nel recuperare palloni, stupisce di lui il grande senso della posizione che lo rende onnipresente sulla linea mediana. Il mister Ranieri al Leicester lo schierava spesso davanti alla difesa, con i due centrali che compensano la sua debolezza nel gioco aereo, consentendogli di sfruttare a pieno tutta la sua abilità nell'impostare l'azione. Al Chelsea è stato spesso proposto dal tecnico Maurizio Sarri in posizioni più avanzate, dimostrandosi uno dei centrocampisti più completi del panorama calcistico europeo, in grado di effettuare rapidamente transizioni dalla fase difensiva a quella offensiva, portando in avanti la squadra.
Per le sue caratteristiche viene spesso accostato al connazionale Claude Makélélé. Tuttavia, per stessa ammissione di Kanté, il suo modello di gioco risulta essere invece Lassana Diarra.

## Carriera

### Club

#### Inizi, Boulogne e Caen

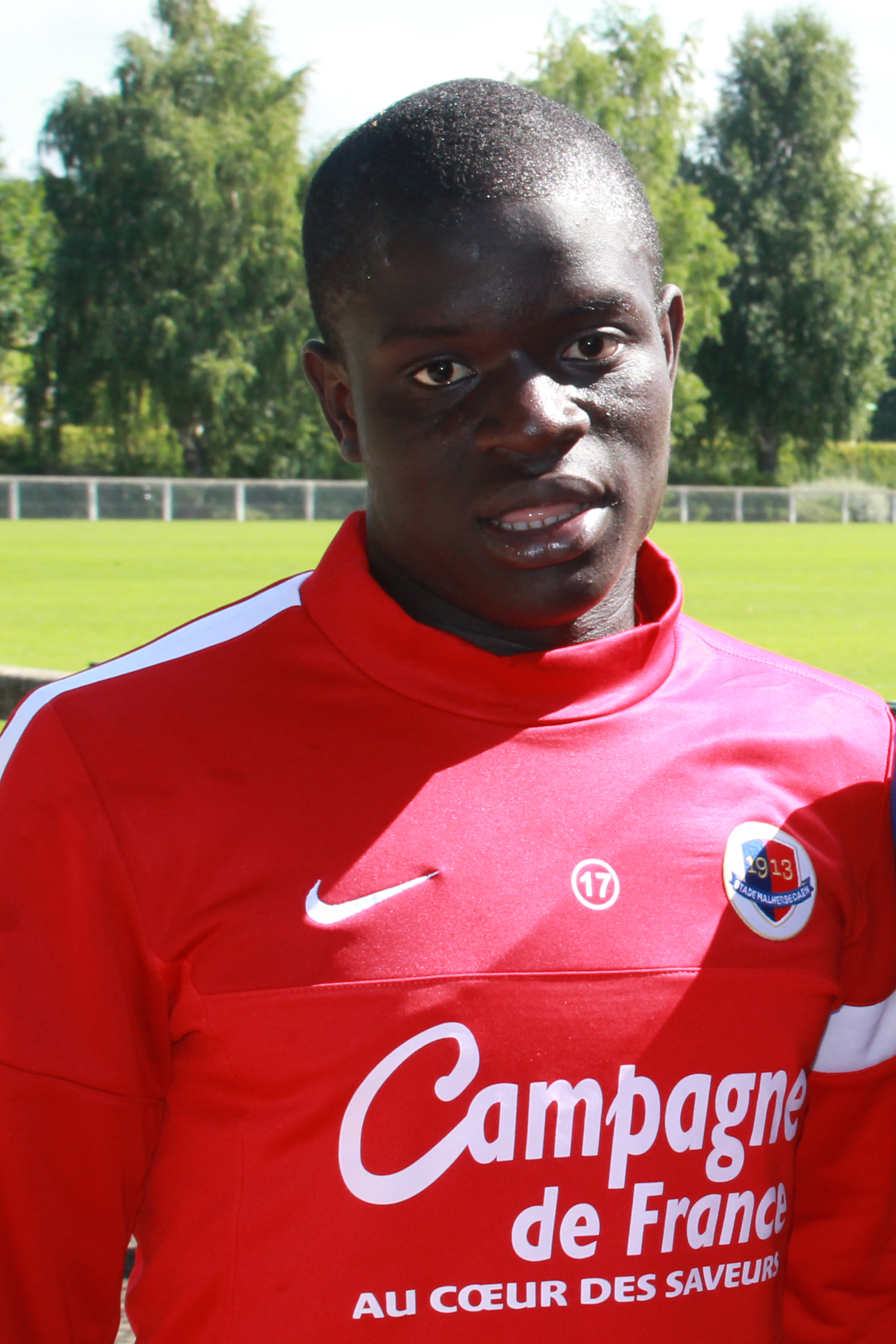
Kanté al Caen nel 2013

Kanté inizia la sua carriera da giovanissimo al Suresnes, squadra minore di Parigi, dove rimarrà fino al 2010. Pierre Ville, membro dello staff tecnico della squadra, affermò che Kanté era poco considerato dai talent scout a causa della sua bassa statura. Dopo aver fallito un provino con l'INF Clairefontaine, si aggrega alle giovanili del Boulogne. Esordisce in prima squadra il 18 maggio 2012 nella sfida casalinga persa per 2-1 contro il Monaco. Nella stagione successiva, giocata dal club rossonero in terza divisione, Kanté trova spazio da titolare, segnando al Luzenac il suo primo gol da professionista.
Nel 2013 passa al Caen in Ligue 2, dove segna 2 gol in 38 partite, contribuendo così alla promozione della squadra in Ligue 1. Nella stagione 2014-2015 esordisce quindi in Ligue 1, segnando il primo gol nella massima serie francese alla seconda giornata, contro il Laval. In due anni con il club rossoblù disputa complessivamente 82 presenze, segnando 6 reti.

#### Leicester City

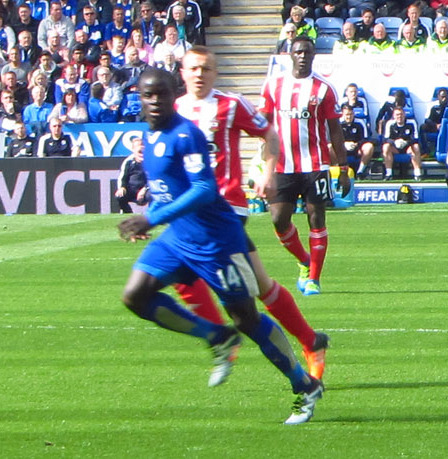
Kanté al Leicester City nel 2016

Il 3 agosto 2015 viene ceduto a titolo definitivo per circa 9 milioni di euro agli inglesi del Leicester City, in Premier League, su suggerimento del talent scout Steve Walsh, lo stesso che aveva scoperto i compagni di squadra Jamie Vardy e Riyad Mahrez. Esordisce nella prima giornata di campionato, subentrando negli ultimi minuti nella vittoriosa gara contro il Sunderland. Segna il primo gol il 7 novembre 2015 al King Power Stadium contro il Watford, aprendo le marcature nel successo per 2-1 contro gli Hornets.
Il 2 maggio 2016 vince la Premier League, grazie al pareggio per 2-2 del Tottenham secondo in classifica contro il Chelsea, che seguiva il pareggio del giorno prima delle Foxes contro il Manchester United per 1-1. Le sue prestazioni sono state considerate determinanti dagli addetti ai lavori per la conquista del titolo da parte del Leicester City.
Kanté si è rivelato un giocatore decisivo soprattutto per il numero di tackle e palloni recuperati, risultando primo tra i giocatori della Premier in entrambe le statistiche.

#### Chelsea
Il 16 luglio 2016 viene ceduto al Chelsea per 32 milioni di sterline (circa 36 milioni di euro), firmando un contratto quinquennale con il club londinese.
Esordisce con la maglia dei Blues nella prima giornata di campionato contro il West Ham Utd. Segna il suo primo gol in campionato il 23 ottobre, nella vittoria per 4-0 contro il Manchester Utd. In seguito alle ottime prestazioni fornite con la maglia dei Blues, il 25 aprile 2017 vince il premio come calciatore dell'anno della PFA.

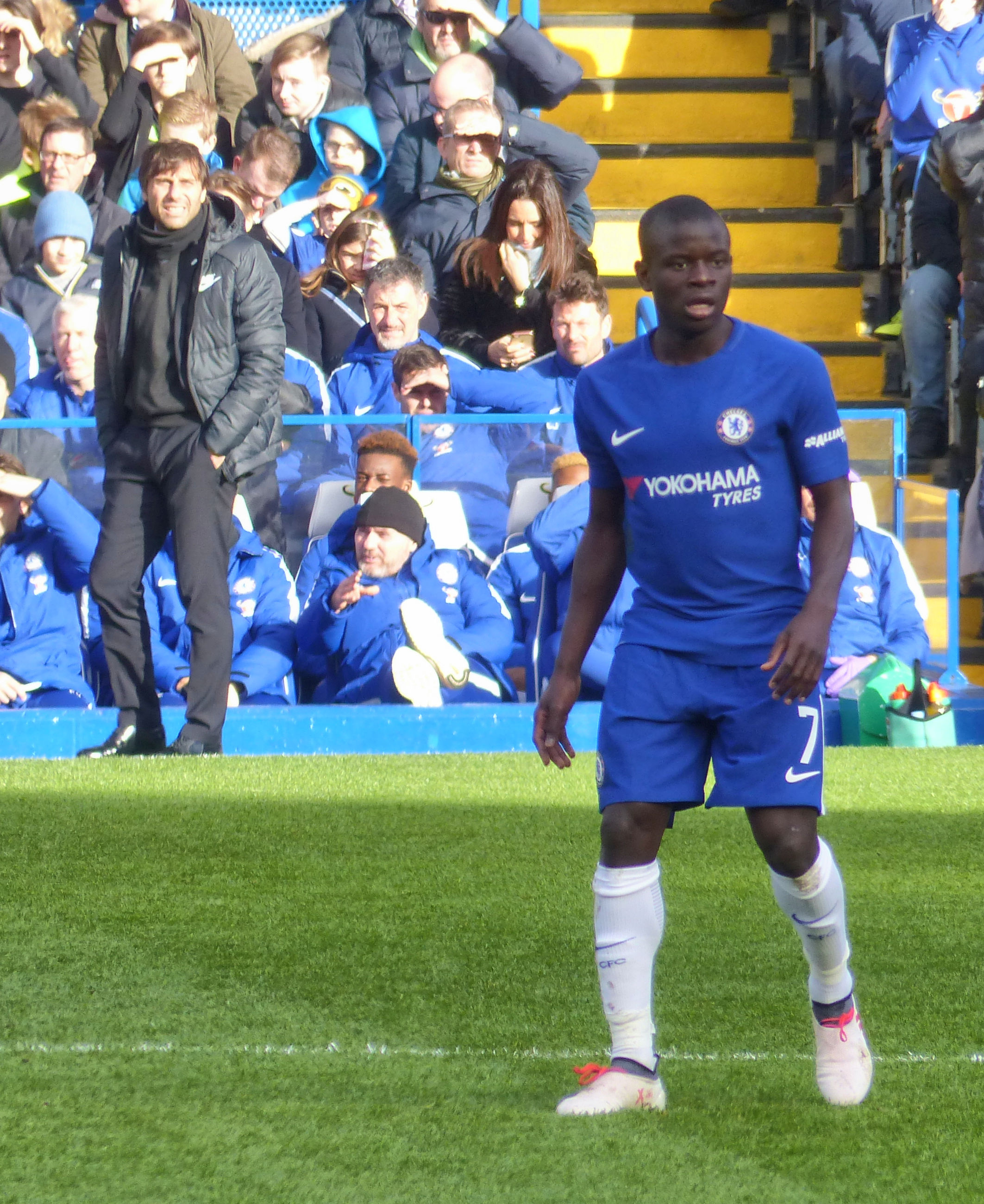
Kanté al Chelsea nel 2018

Il 12 maggio, grazie alla vittoria per 1-0 sul campo del West Bromwich, vince la sua seconda Premier League con due giornate di anticipo. Grazie a questo successo, eguaglia Éric Cantona, fino ad allora l'unico calciatore capace di vincere la Premier League per due stagioni consecutive con due squadre diverse. Nell'annata successiva viene confermato dal tecnico Antonio Conte come titolare e conquista la prima FA Cup della sua carriera, superando in finale il Manchester Utd per 1-0 e vincendo anche il premio come Man of the Match. Nella stagione 2018-2019 arriva anche il primo trofeo internazionale con la maglia dei Blues: il 29 maggio 2019, infatti, vince l'Europa League, battendo in finale l'Arsenal per 4-1 a Baku.
Il 29 maggio 2021, vince con il Chelsea la Champions League, venendo nominato Man of the match della finale dopo aver vinto il riconoscimento in altri tre incontri della competizione: nell'ottavo di finale di ritorno contro l'Atletico Madrid, e sia nell'andata che nel ritorno della semifinale contro il Real Madrid. Anche in seguito al successo continentale, nell'ottobre seguente è fra i cinque giocatori dei Blues inclusi nella lista dei 30 candidati al Pallone d'oro dello stesso anno: con 186 punti, si piazza al quinto posto nella graduatoria finale.
Nel febbraio del 2022, contribuisce alla vittoria del primo Mondiale per club da parte del Chelsea, ottenuta grazie alla vittoria sul Palmeiras in finale.
Il 14 agosto 2022, durante l'incontro di campionato con il Tottenham, Kanté subisce una lesione dei muscoli posteriori della coscia, che lo costringe a rimanere lontano dal campo per quasi tutta la stagione 2022-2023.

#### Al-Ittihad
Il 21 giugno 2023 Kanté, appena rimasto svincolato, viene ufficialmente ingaggiato dall'Al-Ittihad, squadra della Saudi Professional League, con cui firma un contratto quadriennale.

### Nazionale

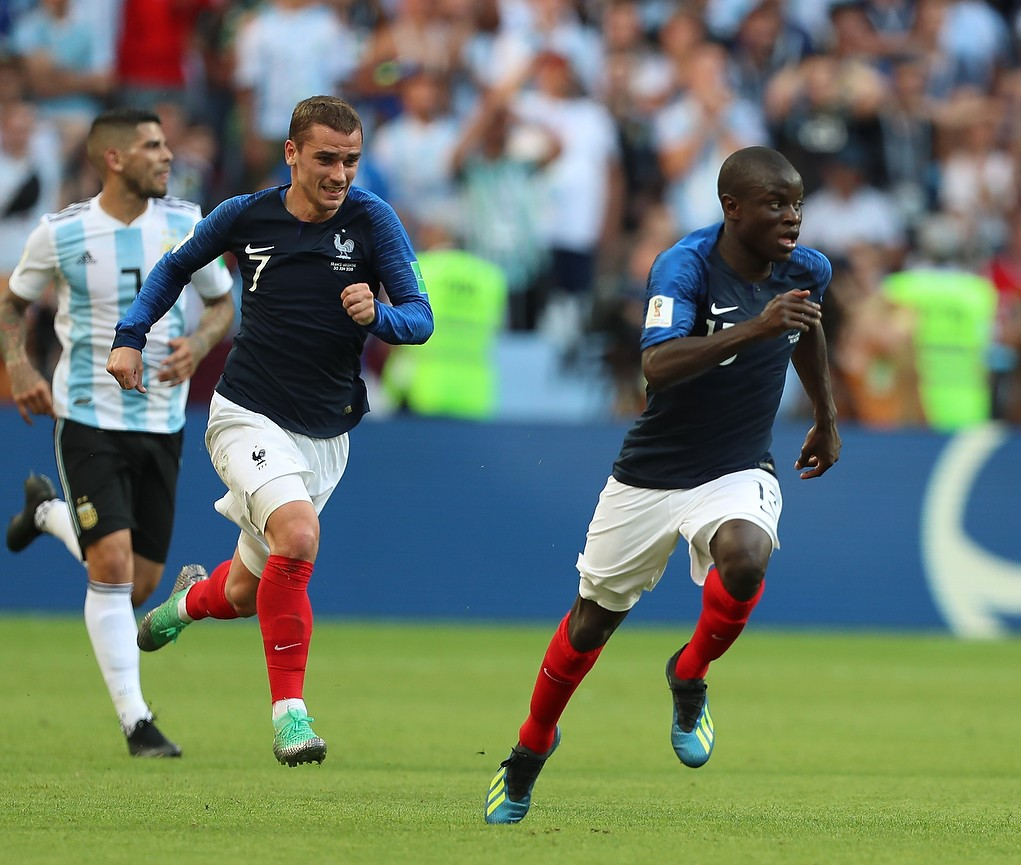
Kanté con la nazionale francese nel 2018

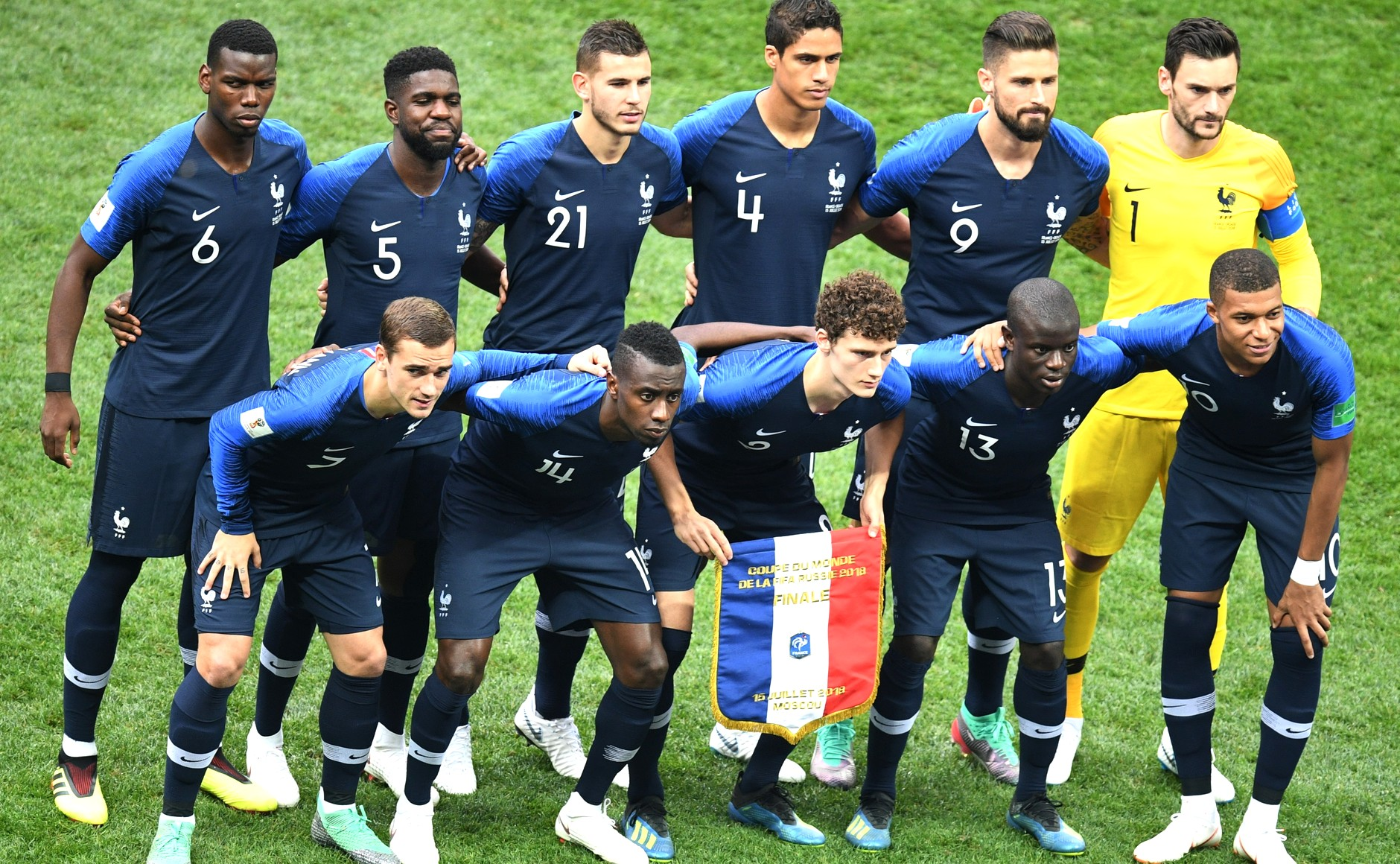
Kanté (il secondo in basso a destra) è stato uno dei perni della nazionale francese campione del mondo nel 2018, qui ritratta prima della vittoriosa finale contro la Croazia.

Dopo avere rifiutato una chiamata del Mali, il 17 marzo 2016 viene convocato per la prima volta dal commissario tecnico Didier Deschamps per le partite amichevoli di fine marzo della nazionale francese, rispettivamente contro Paesi Bassi e Russia. Fa il suo esordio ufficiale con i Bleus il 25 marzo ad Amsterdam, contro gli Orange, subentrando nel secondo tempo al posto di Lassana Diarra. Il 29 marzo, nel giorno del suo venticinquesimo compleanno, gioca l'intera partita, segnando anche una rete, nell'amichevole di Saint-Denis vinta 4-2 contro la Russia. Viene convocato per il campionato d'Europa 2016 in Francia, dove la nazionale ospitante viene battuta per 1-0 dal Portogallo ai tempi supplementari nella finale di Saint-Denis.
Due anni dopo viene convocato per il campionato del mondo 2018 in Russia, disputando tutte le partite della competizione da titolare e risultando uno dei migliori della squadra.
Il 15 luglio 2018 si laurea campione del mondo grazie alla vittoria per 4-2 sulla Croazia in finale.
Dal 2022, a causa di problemi fisici, esce dal giro della nazionale, non venendo convocato per i Mondiali in Qatar.
Torna tra i convocati, a sorpresa, il 16 maggio 2024 venendo inserito nella lista dei convocati per Euro 2024.

## Statistiche

### Presenze e reti nei club
Statistiche aggiornate al 27 maggio 2025.
| Stagione          | Squadra           | Campionato        | Campionato | Campionato | Coppe nazionali | Coppe nazionali | Coppe nazionali | Coppe continentali | Coppe continentali | Coppe continentali | Altre coppe | Altre coppe | Altre coppe | Totale | Totale |
| Stagione          | Squadra           | Comp              | Pres       | Reti       | Comp            | Pres            | Reti            | Comp               | Pres               | Reti               | Comp        | Pres        | Reti        | Pres   | Reti   |
| ----------------- | ----------------- | ----------------- | ---------- | ---------- | --------------- | --------------- | --------------- | ------------------ | ------------------ | ------------------ | ----------- | ----------- | ----------- | ------ | ------ |
| 2011-2012         | Boulogne          | L2                | 1          | 0          | CF+CdL          | 0               | 0               | -                  | -                  | -                  | -           | -           | -           | 1      | 0      |
| 2012-2013         | Boulogne          | CN                | 37         | 3          | CF+CdL          | 2+0             | 1               | -                  | -                  | -                  | -           | -           | -           | 39     | 4      |
| Totale Boulogne   | Totale Boulogne   | Totale Boulogne   | 38         | 3          |                 | 2               | 1               |                    | -                  | -                  |             | -           | -           | 40     | 4      |
| 2013-2014         | Caen              | L2                | 38         | 2          | CF+CdL          | 4+1             | 1+0             | -                  | -                  | -                  | -           | -           | -           | 43     | 3      |
| 2014-2015         | Caen              | L1                | 37         | 2          | CF+CdL          | 1+1             | 1+0             | -                  | -                  | -                  | -           | -           | -           | 39     | 3      |
| Totale Caen       | Totale Caen       | Totale Caen       | 75         | 4          |                 | 7               | 2               |                    | -                  | -                  |             | -           | -           | 82     | 6      |
| 2015-2016         | Leicester City    | PL                | 37         | 1          | FACup+CdL       | 1+2             | 0               | -                  | -                  | -                  | -           | -           | -           | 40     | 1      |
| 2016-2017         | Chelsea           | PL                | 35         | 1          | FACup+CdL       | 5+1             | 1+0             | -                  | -                  | -                  | -           | -           | -           | 41     | 2      |
| 2017-2018         | Chelsea           | PL                | 34         | 1          | FACup+CdL       | 5+2             | 0               | UCL                | 6                  | 0                  | CS          | 1           | 0           | 48     | 1      |
| 2018-2019         | Chelsea           | PL                | 36         | 4          | FACup+CdL       | 2+5             | 0+1             | UEL                | 10                 | 0                  | CS          | 0           | 0           | 53     | 5      |
| 2019-2020         | Chelsea           | PL                | 22         | 3          | FACup+CdL       | 1+0             | 0               | UCL                | 4                  | 0                  | SU          | 1           | 0           | 28     | 3      |
| 2020-2021         | Chelsea           | PL                | 30         | 0          | FACup+CdL       | 4+1             | 0               | UCL                | 13                 | 0                  | -           | -           | -           | 48     | 0      |
| 2021-2022         | Chelsea           | PL                | 26         | 2          | FACup+CdL       | 3+4             | 0               | UCL                | 6                  | 0                  | SU          | 1           | 0           | 40     | 2      |
| 2022-2023         | Chelsea           | PL                | 7          | 0          | FACup+CdL       | 0               | 0               | UCL                | 2                  | 0                  |             | -           | -           | 9      | 0      |
| Totale Chelsea    | Totale Chelsea    | Totale Chelsea    | 190        | 11         |                 | 33              | 2               |                    | 39                 | 0                  |             | 3           | 0           | 269    | 13     |
| 2023-2024         | Al-Ittihad        | SPL               | 30         | 2          | KC              | 4               | 1               | ACL                | 7                  | 0                  | CdC+Cmc     | 2+2         | 0+1         | 45     | 4      |
| 2024-2025         | Al-Ittihad        | SPL               | 31         | 4          | KC              | 4               | 0               | -                  | -                  | -                  | SS          | 2           | 0           | 37     | 4      |
| Totale Al Ittihad | Totale Al Ittihad | Totale Al Ittihad | 61         | 6          |                 | 8               | 1               |                    | 7                  | 0                  |             | 6           | 1           | 82     | 8      |
| Totale carriera   | Totale carriera   | Totale carriera   | 389        | 25         |                 | 53              | 6               |                    | 46                 | 0                  |             | 9           | 1           | 501    | 32     |

### Cronologia presenze e reti in nazionale
| Cronologia completa delle presenze e delle reti in nazionale ― Francia | Cronologia completa delle presenze e delle reti in nazionale ― Francia | Cronologia completa delle presenze e delle reti in nazionale ― Francia | Cronologia completa delle presenze e delle reti in nazionale ― Francia | Cronologia completa delle presenze e delle reti in nazionale ― Francia | Cronologia completa delle presenze e delle reti in nazionale ― Francia | Cronologia completa delle presenze e delle reti in nazionale ― Francia | Cronologia completa delle presenze e delle reti in nazionale ― Francia |
| Data                                                                   | Città                                                                  | In casa                                                                | Risultato                                                              | Ospiti                                                                 | Competizione                                                           | Reti                                                                   | Note                                                                   |
| ---------------------------------------------------------------------- | ---------------------------------------------------------------------- | ---------------------------------------------------------------------- | ---------------------------------------------------------------------- | ---------------------------------------------------------------------- | ---------------------------------------------------------------------- | ---------------------------------------------------------------------- | ---------------------------------------------------------------------- |
| 25-3-2016                                                              | Amsterdam                                                              | Paesi Bassi                                                            | 2 – 3                                                                  | Francia                                                                | Amichevole                                                             | -                                                                      | 46’                                                                    |
| 29-3-2016                                                              | Saint-Denis                                                            | Francia                                                                | 4 – 2                                                                  | Russia                                                                 | Amichevole                                                             | 1                                                                      |                                                                        |
| 30-5-2016                                                              | Nantes                                                                 | Francia                                                                | 3 – 2                                                                  | Camerun                                                                | Amichevole                                                             | -                                                                      | 46’                                                                    |
| 4-6-2016                                                               | Longeville-lès-Metz                                                    | Francia                                                                | 3 – 0                                                                  | Scozia                                                                 | Amichevole                                                             | -                                                                      | 88’                                                                    |
| 10-6-2016                                                              | Saint-Denis                                                            | Francia                                                                | 2 – 1                                                                  | Romania                                                                | Euro 2016 - 1º turno                                                   | -                                                                      |                                                                        |
| 15-6-2016                                                              | Marsiglia                                                              | Francia                                                                | 2 – 0                                                                  | Albania                                                                | Euro 2016 - 1º turno                                                   | -                                                                      | 88’                                                                    |
| 26-6-2016                                                              | Lione                                                                  | Francia                                                                | 2 – 1                                                                  | Irlanda                                                                | Euro 2016 - Ottavi di finale                                           | -                                                                      | 27’ 46’                                                                |
| 7-7-2016                                                               | Marsiglia                                                              | Germania                                                               | 0 – 2                                                                  | Francia                                                                | Euro 2016 - Semifinale                                                 | -                                                                      | 71’ 75’                                                                |
| 1-9-2016                                                               | Bari                                                                   | Italia                                                                 | 1 – 3                                                                  | Francia                                                                | Amichevole                                                             | -                                                                      |                                                                        |
| 6-9-2016                                                               | Barysaŭ                                                                | Bielorussia                                                            | 0 – 0                                                                  | Francia                                                                | Qual. Mondiali 2018                                                    | -                                                                      |                                                                        |
| 10-10-2016                                                             | Amsterdam                                                              | Paesi Bassi                                                            | 0 – 1                                                                  | Francia                                                                | Qual. Mondiali 2018                                                    | -                                                                      | 90+3’                                                                  |
| 11-11-2016                                                             | Saint-Denis                                                            | Francia                                                                | 2 – 1                                                                  | Svezia                                                                 | Qual. Mondiali 2018                                                    | -                                                                      | 88’                                                                    |
| 15-11-2016                                                             | Lens                                                                   | Francia                                                                | 0 – 0                                                                  | Costa d'Avorio                                                         | Amichevole                                                             | -                                                                      |                                                                        |
| 25-3-2017                                                              | Lussemburgo                                                            | Lussemburgo                                                            | 1 – 3                                                                  | Francia                                                                | Qual. Mondiali 2018                                                    | -                                                                      |                                                                        |
| 28-3-2017                                                              | Saint-Denis                                                            | Francia                                                                | 0 – 2                                                                  | Spagna                                                                 | Amichevole                                                             | -                                                                      |                                                                        |
| 2-6-2017                                                               | Rennes                                                                 | Francia                                                                | 5 – 0                                                                  | Paraguay                                                               | Amichevole                                                             | -                                                                      | 46’                                                                    |
| 13-6-2017                                                              | Saint-Denis                                                            | Francia                                                                | 3 – 2                                                                  | Inghilterra                                                            | Amichevole                                                             | -                                                                      |                                                                        |
| 31-8-2017                                                              | Saint-Denis                                                            | Francia                                                                | 4 – 0                                                                  | Paesi Bassi                                                            | Qual. Mondiali 2018                                                    | -                                                                      |                                                                        |
| 3-9-2017                                                               | Tolosa                                                                 | Francia                                                                | 0 – 0                                                                  | Lussemburgo                                                            | Qual. Mondiali 2018                                                    | -                                                                      |                                                                        |
| 7-10-2017                                                              | Sofia                                                                  | Bulgaria                                                               | 0 – 1                                                                  | Francia                                                                | Qual. Mondiali 2018                                                    | -                                                                      | 34’                                                                    |
| 23-3-2018                                                              | Saint Denis                                                            | Francia                                                                | 2 – 3                                                                  | Colombia                                                               | Amichevole                                                             | -                                                                      |                                                                        |
| 27-3-2018                                                              | San Pietroburgo                                                        | Russia                                                                 | 1 – 3                                                                  | Francia                                                                | Amichevole                                                             | -                                                                      | 66’                                                                    |
| 1-6-2018                                                               | Nizza                                                                  | Francia                                                                | 3 – 1                                                                  | Italia                                                                 | Amichevole                                                             | -                                                                      |                                                                        |
| 9-6-2018                                                               | Lione                                                                  | Francia                                                                | 1 – 1                                                                  | Stati Uniti                                                            | Amichevole                                                             | -                                                                      |                                                                        |
| 16-6-2018                                                              | Kazan'                                                                 | Francia                                                                | 2 – 1                                                                  | Australia                                                              | Mondiali 2018 - 1º turno                                               | -                                                                      |                                                                        |
| 21-6-2018                                                              | Ekaterinburg                                                           | Francia                                                                | 1 – 0                                                                  | Perù                                                                   | Mondiali 2018 - 1º turno                                               | -                                                                      |                                                                        |
| 26-6-2018                                                              | Mosca                                                                  | Danimarca                                                              | 0 – 0                                                                  | Francia                                                                | Mondiali 2018 - 1º turno                                               | -                                                                      |                                                                        |
| 30-6-2018                                                              | Kazan'                                                                 | Francia                                                                | 4 – 3                                                                  | Argentina                                                              | Mondiali 2018 - Ottavi di finale                                       | -                                                                      |                                                                        |
| 6-7-2018                                                               | Nižnij Novgorod                                                        | Uruguay                                                                | 0 – 2                                                                  | Francia                                                                | Mondiali 2018 - Quarti di finale                                       | -                                                                      |                                                                        |
| 10-7-2018                                                              | San Pietroburgo                                                        | Francia                                                                | 1 – 0                                                                  | Belgio                                                                 | Mondiali 2018 - Semifinale                                             | -                                                                      | 87’                                                                    |
| 15-7-2018                                                              | Mosca                                                                  | Francia                                                                | 4 – 2                                                                  | Croazia                                                                | Mondiali 2018 - Finale                                                 | -                                                                      | 27’ 55’                                                                |
| 6-9-2018                                                               | Monaco di Baviera                                                      | Germania                                                               | 0 – 0                                                                  | Francia                                                                | UEFA Nations League 2018-2019 - 1º turno                               | -                                                                      |                                                                        |
| 9-9-2018                                                               | Parigi                                                                 | Francia                                                                | 2 – 1                                                                  | Paesi Bassi                                                            | UEFA Nations League 2018-2019 - 1º turno                               | -                                                                      |                                                                        |
| 16-10-2018                                                             | Saint-Denis                                                            | Francia                                                                | 2 – 1                                                                  | Germania                                                               | UEFA Nations League 2018-2019 - 1º turno                               | -                                                                      | 90+4’                                                                  |
| 16-11-2018                                                             | Rotterdam                                                              | Paesi Bassi                                                            | 2 – 0                                                                  | Francia                                                                | UEFA Nations League 2018-2019 - 1º turno                               | -                                                                      | 50’                                                                    |
| 20-11-2018                                                             | Saint-Denis                                                            | Francia                                                                | 1 – 0                                                                  | Uruguay                                                                | Amichevole                                                             | -                                                                      |                                                                        |
| 22-3-2019                                                              | Chișinău                                                               | Moldavia                                                               | 1 – 4                                                                  | Francia                                                                | Qual. Euro 2020                                                        | -                                                                      |                                                                        |
| 25-3-2019                                                              | Saint-Denis                                                            | Francia                                                                | 4 – 0                                                                  | Islanda                                                                | Qual. Euro 2020                                                        | -                                                                      |                                                                        |
| 14-11-2019                                                             | Saint-Denis                                                            | Francia                                                                | 2 – 1                                                                  | Moldavia                                                               | Qual. Euro 2020                                                        | -                                                                      |                                                                        |
| 5-9-2020                                                               | Solna                                                                  | Svezia                                                                 | 0 – 1                                                                  | Francia                                                                | UEFA Nations League 2020-2021 - 1º turno                               | -                                                                      |                                                                        |
| 8-9-2020                                                               | Saint-Denis                                                            | Francia                                                                | 4 – 2                                                                  | Croazia                                                                | UEFA Nations League 2020-2021 - 1º turno                               | -                                                                      | 59’ 63’                                                                |
| 11-10-2020                                                             | Saint-Denis                                                            | Francia                                                                | 0 – 0                                                                  | Portogallo                                                             | UEFA Nations League 2020-2021 - 1º turno                               | -                                                                      |                                                                        |
| 11-11-2020                                                             | Saint-Denis                                                            | Francia                                                                | 0 – 2                                                                  | Finlandia                                                              | Amichevole                                                             | -                                                                      | 57’                                                                    |
| 14-11-2020                                                             | Lisbona                                                                | Portogallo                                                             | 0 – 1                                                                  | Francia                                                                | UEFA Nations League 2020-2021 - 1º turno                               | 1                                                                      | 79’                                                                    |
| 24-3-2021                                                              | Saint-Denis                                                            | Francia                                                                | 1 – 1                                                                  | Ucraina                                                                | Qual. Mondiali 2022                                                    | -                                                                      |                                                                        |
| 8-6-2021                                                               | Saint-Denis                                                            | Francia                                                                | 3 – 0                                                                  | Bulgaria                                                               | Amichevole                                                             | -                                                                      | 65’                                                                    |
| 15-6-2021                                                              | Monaco di Baviera                                                      | Francia                                                                | 1 – 0                                                                  | Germania                                                               | Euro 2020 - 1º turno                                                   | -                                                                      |                                                                        |
| 19-6-2021                                                              | Budapest                                                               | Ungheria                                                               | 1 – 1                                                                  | Francia                                                                | Euro 2020 - 1º turno                                                   | -                                                                      |                                                                        |
| 23-6-2021                                                              | Budapest                                                               | Portogallo                                                             | 2 – 2                                                                  | Francia                                                                | Euro 2020 - 1º turno                                                   | -                                                                      |                                                                        |
| 28-6-2021                                                              | Bucarest                                                               | Francia                                                                | 3 – 3 dts (4 – 5 dtr)                                                  | Svizzera                                                               | Euro 2020 - Ottavi di finale                                           | -                                                                      |                                                                        |
| 13-11-2021                                                             | Parigi                                                                 | Francia                                                                | 8 – 0                                                                  | Kazakistan                                                             | Qual. Mondiali 2022                                                    | -                                                                      | 71’                                                                    |
| 29-3-2022                                                              | Villeneuve d'Ascq                                                      | Francia                                                                | 5 – 0                                                                  | Sudafrica                                                              | Amichevole                                                             | -                                                                      | 65’                                                                    |
| 3-6-2022                                                               | Saint-Denis                                                            | Francia                                                                | 1 – 2                                                                  | Danimarca                                                              | UEFA Nations League 2022-2023 - 1º turno                               | -                                                                      |                                                                        |
| 5-6-2024                                                               | Metz                                                                   | Francia                                                                | 3 – 0                                                                  | Lussemburgo                                                            | Amichevole                                                             | -                                                                      | 64’                                                                    |
| 9-6-2024                                                               | Bordeaux                                                               | Francia                                                                | 0 – 0                                                                  | Canada                                                                 | Amichevole                                                             | -                                                                      |                                                                        |
| 17-6-2024                                                              | Düsseldorf                                                             | Austria                                                                | 0 – 1                                                                  | Francia                                                                | Euro 2024 - 1º turno                                                   | -                                                                      |                                                                        |
| 21-6-2024                                                              | Lipsia                                                                 | Paesi Bassi                                                            | 0 – 0                                                                  | Francia                                                                | Euro 2024 - 1º turno                                                   | -                                                                      |                                                                        |
| 25-6-2024                                                              | Dortmund                                                               | Francia                                                                | 1 – 1                                                                  | Polonia                                                                | Euro 2024 - 1º turno                                                   | -                                                                      | 61’                                                                    |
| 1-7-2024                                                               | Düsseldorf                                                             | Francia                                                                | 1 – 0                                                                  | Belgio                                                                 | Euro 2024 - Ottavi di finale                                           | -                                                                      |                                                                        |
| 5-7-2024                                                               | Amburgo                                                                | Portogallo                                                             | 0 – 0 dts (3 – 5 dtr)                                                  | Francia                                                                | Euro 2024 - Quarti di finale                                           | -                                                                      |                                                                        |
| 9-7-2024                                                               | Monaco di Baviera                                                      | Spagna                                                                 | 2 – 1                                                                  | Francia                                                                | Euro 2024 - Semifinale                                                 | -                                                                      | 62’                                                                    |
| 6-9-2024                                                               | Parigi                                                                 | Francia                                                                | 1 – 3                                                                  | Italia                                                                 | UEFA Nations League 2024-2025 - 1º turno                               | -                                                                      | 77’                                                                    |
| 9-9-2024                                                               | Lione                                                                  | Francia                                                                | 2 – 0                                                                  | Belgio                                                                 | UEFA Nations League 2024-2025 - 1º turno                               | -                                                                      | cap. 90’                                                               |
| 14-11-2024                                                             | Saint-Denis                                                            | Francia                                                                | 0 – 0                                                                  | Israele                                                                | UEFA Nations League 2024-2025 - 1º turno                               | -                                                                      | cap.                                                                   |
| Totale                                                                 |                                                                        | Presenze                                                               | 64                                                                     |                                                                        | Reti                                                                   | 2                                                                      |                                                                        |

## Palmarès

### Club

#### Competizioni nazionali
- Campionato inglese: 2

Leicester City: 2015-2016
Chelsea: 2016-2017
- Coppa d'Inghilterra: 1

Chelsea: 2017-2018
- Campionato saudita: 1

Al-Ittihad: 2024-2025
- Coppa del Re dei Campioni: 1

Al-Ittihad: 2024-2025

#### Competizioni internazionali
- UEFA Europa League: 1

Chelsea: 2018-2019
- UEFA Champions League: 1

Chelsea: 2020-2021
- Supercoppa UEFA: 1

Chelsea: 2021
- Coppa del mondo per club: 1

Chelsea: 2021

### Nazionale
- Campionato mondiale: 1

Russia 2018

### Individuale
- Squadra dell'anno della PFA: 2

2015-2016, 2016-2017
- Giocatore dell'anno della PFA: 1

2016-2017
- Calciatore francese dell'anno: 1

2017
- All-Star Team del campionato mondiale: 1

Russia 2018
- FIFA FIFPro World XI: 2

2018, 2021
- Squadra dell'anno UEFA: 1

2018
- Squadra della stagione della UEFA Europa League: 1

2018-2019
- Man of the match della finale di Champions League: 1

2020-2021
- Squadra della stagione della UEFA Champions League: 1

2020-2021
- UEFA Club Football Awards: 1

Miglior centrocampista: 2020-2021